# Saint-Gilles (Indre)
Saint-Gilles è un comune francese di 109 abitanti situato nel dipartimento dell'Indre nella regione del Centro-Valle della Loira.
La comunità ospita costantemente campionati di pesca.

## Società

### Evoluzione demografica
Abitanti censiti